# SK Communications
SK Communications (кор. SK커뮤니케이션즈) — южнокорейская интернет-компания, оператор веб-портала Nate. Является частью холдинга SK Group.
Была также владельцем социальной сети Cyworld, получившей независимость 8 апреля 2014 года.

## История
Компания «SK Communications» была создана после того, как её материнская компания «SK Telecom» объединила недавно приобретенную компанию «Lycos Korea» со своим кабельным интернет-подразделением «NetsGo» в 2002 году. «NetsGo» является разработчиком «Nate», популярного веб-портала на корейском рынке. «Lycos Korea» же было трудно выделиться на фоне сильных конкурентов. Компания не имела четкого имиджа, который бы способствовал закреплению позиций на корейском рынке, в результате чего популярность «Lycos» резко снизилась, после чего она была включена в портал «Nate». Доменное имя проекта «Lycos» было закрыто  27 декабря 2002 года, ввод адреса официального сайта www.lycos.co.kr перенаправлял посетителей на домашнюю страницу «Nate». В 2003 году «Nate» приобрел «Cyworld», одну из ведущих социальных сетей в Южной Корее. Чтобы закрепиться на рынке поисковых систем, где шла ожесточенная борьба, в октябре 2006 года «SK Communications» приобрела конкурента «Empas» за 82 миллиона долларов. Сделка включала в себя и приобретение компании «Konan Technology», эксклюзивного поставщика поисковых технологий для «Empas». После поглощения «Empas» продолжала работать независимо, имея полную автономию в вопросах управления и найма рабочей силы. Однако после решения «SK Communications» включить поисковые службы «Empas» в свой флагманский портал «Nate» доменное имя «Empas» было закрыто в 2008 году, и вскоре после этого бренд прекратил свое существование. Для дальнейшей интеграции своих услуг «SK Communications» в том же году приобрела профессиональный сервис ведения блогов «Egloos».
В июле 2011 года сервисы «SK Communications» были взломаны хакерами, в результате чего произошла одна из крупнейших утечек данных в истории Южной Кореи. Согласно анализу, атака, которая, как считается, была проведена с китайских IP-адресов, скомпрометировала сервер обновлений SK Communication, поскольку он обратился к своему поставщику для плановой проверки, фактически превратив процедуры по усилению безопасности компании в непосредственную уязвимость.